# Parc d'État de Wood-Tikchik
Le parc d'État de Wood-Tikchik (Wood-Tikchik State Park) est un parc d'État situé dans l'État américain d'Alaska, au nord de Dillingham. Il couvre 6500 km² de superficie - environ la taille de l'État du Delaware -, ce qui en fait le plus grand parc d'État du pays, représentant à lui seul plus de la moitié de tous les parcs d'État d'Alaska et 15 % du total des parcs d'État du pays,. Malgré cela, le parc n'avait aucun personnel pendant ses cinq premières années, et même maintenant, il arrive qu'un seul garde soit chargé de patrouiller l'ensemble du parc, généralement par avion,.

## Histoire
Le peuple Yupik a habité la région du parc pendant des siècles avant le contact avec les Européens. En 1818, une expédition russe a exploré la région et ses rivières et a établi un poste de traite des fourrures dans la région qui est resté actif jusqu'à l'achat de l'Alaska en 1867. Le National Park Service a envisagé à un moment donné de gérer la zone, mais la législature d'État de l'Alaska a voté en 1978 pour en faire un parc d'État.

## Accès
En raison de son emplacement éloigné, le parc n’est pas accessible par la route contigue. Le seul accès routier se fait depuis Dillingham, qui dispose d'un aéroport avec des vols réguliers. De nombreux visiteurs du parc arrivent en hydravion et atterrissent sur l'un des nombreux lacs, tous ouverts aux atterrissages en hydravion. L'accès maritime au système lacustre de la rivière Wood se fait par la rivière Wood elle-même. Il existe quelques lodges privés isolés dans le parc, sur réservation uniquement. L'ensemble du parc est ouvert au camping,.

## Conservation
Le parc est volontairement en grande partie une zone sauvage non aménagée, avec divers groupes de conservation qui s'efforcent d'acheter des parcelles accessibles au public dans le parc, soit pour les conserver en fiducie, soit pour les revendre au parc. Cela a créé des frictions avec les groupes pro-développement, notamment les autochtones Yupik qui souhaiteraient développer des terres qu'ils revendiquent antérieurement à la création du parc. Le parc est délimité à l'ouest par le refuge faunique national de Togiak et au nord-ouest par le refuge faunique national du delta du Yukon, offrant une zone extrêmement vaste de plus de 100 000 km² de nature sauvage isolée sur des terres publiques.

## Faune
Le parc est considéré comme un habitat essentiel pour une grande variété d'animaux sauvages, mais l'une des principales raisons de son existence est de préserver les zones de frai du saumon. Les cinq principales espèces de saumon se reproduisent dans le parc, le saumon rouge étant considéré comme le plus important pour la pêche de subsistance dans la région.
Les autres animaux du parc comprennent le corégone, l'ours noir et l'ours brun, l'élan, le caribou, le carcajou, la marmotte, le porc-épic, la loutre et le renard. La chasse sportive et de subsistance du gros gibier est autorisée dans le parc avec les permis appropriés.

## Hydrographie
Le nom du parc fait référence à deux systèmes de lacs différents au sein du parc. Le système lacustre du sud forme finalement la rivière Wood, qui se jette dans la baie de Bristol, et les lacs Tikchik plus au nord se jettent dans la rivière Nuyakuk, un affluent de la rivière Nushagak qui se jette également dans la baie de Bristol. Les lacs du système de la rivière Wood sont tous directement reliés les uns aux autres par des ruisseaux, formant un sentier aquatique de plus de 137 kilomètres. Les lacs de ces deux systèmes sont grands et profonds, allant de 24 à 72 kilomètres de long et des profondeurs maximales de 104 à 287 mètres. Une douzaine de ces lacs ont plus de 400 hectares de superficie. Il y a des rivières reliant les systèmes lacustres sur une longueur pouvant atteindre 97 km, tous dans les limites du parc.

## Lac Aleknagik
Wood-Tikchik est l'un des deux seuls parcs d'État du sud-ouest de l'Alaska. L'autre est le Site récréatif d'État du Lac Aleknagik, un petit parc de 4,5 ha dont le but principal est de servir de point de départ pour le grand parc Wood-Tikchik. Il est appelé par les habitants « premier lac » car il permet d’accéder aux différents lacs en amont.